# Xuân Hưng, Xuân Lộc
Xuân Hưng là một xã thuộc huyện Xuân Lộc, tỉnh Đồng Nai, Việt Nam.
Xã có diện tích 104,44 km², dân số năm 2015 là 27095 người, mật độ dân số đạt 402 người/km².

## Hành chính
Xã Xuân Hưng được chia thành 8 ấp: 1, 1A, 2, 2A, 3, 3A, 4, 5.

## Lịch sử
Ngày 6 tháng 11 năm 2006, Uỷ ban Nhân dân tỉnh Đồng Nai ban hành Quyết định 9536/QĐ-UBND, trong đó
- Thành lập ấp 1A từ một phần ấp 1.
- Thành lập ấp 2A từ một phần ấp 2.
- Thành lập ấp 3A từ một phần ấp 3.